# Вильерс, Джордж (ум. 1606)
Сэр Джордж Вильерс (англ. Sir George Villiers; ок. 1544 — 4 января 1606) — английский рыцарь и джентри. Главный шериф Лестершира (1591), член Палаты общин Англии от Лестершира.

## Биография
Родился около 1544 года. Старший сын Уильяма Вильерса из Бруксби, Лестершир, и Колетт, вдовы Ричарда Бомонта из Колортона, Лестершир, а также дочери и наследницы Ричарда Кларка из Уиллоби, Уорикшир.
Севиья Вильерс поселилась в Бруксби по крайней мере с 1235 года.
Говорят, что Вильерс был «преуспевающим овцеводом». Он был главным шерифом Лестершира в 1591 году и был избран рыцарем графства с 1604 года до своей смерти. Он был посвящён в рыцари в 1593 году.

## Браки и дети
Джордж Вильерс женился первым браком на Одри Сондерс (ум. 1587), дочери и наследнице Уильяма Сондерса (ум. 1582) из Харрингтона, Нортгемптоншир, и Фрэнсис Зуш, дочери Уильяма Зуша из Булвика, Нортгемптоншир, сына Джона Ла Зуш, 7-го барона Зуш (около 1440—1527) из Харингуорта, сражавшегося на стороне Ричарда III в битве при Босворте. У супругов было два сына и четыре дочери:
- Сэр Уильям Вильерс (ум. 12 июня 1629), старший сын[1], который женился на Ребекке Ропер, дочери Роберта Ропера, эсквайра, и Элизабет Нотт, дочери Уильяма Нотта, эсквайра из Темз-Диттона. Ему был присвоен титул баронета в 1619 году[5][2].
- Сэр Эдвард Вильерс (ок. 1585—1626)[2], который женился на Барбаре Сент-Джон, дочери сэра Джона Сент-Джона из Лидьярда Трегоза, Уилтшир, от которой у него было десять детей[2][6].
- Элизабет Вильерс (ум. 1654), вышедшая замуж за Джона Ботелера, 1-го барона Ботелера Брантфилда[7].
- Энн Вильерс (род. 1588), вышедшая замуж за сэра Уильяма Вашингтона (1590—1648), старшего брата Лоуренса Вашингтона (прапрадеда Джорджа Вашингтона)[8]. Она была матерью Генри Вашингтона[9] и бабушкой по материнской линии Джорджа Легга, 1-го барона Дартмута, предка графов Дартмут[10].
- Фрэнсис Вильерс, незамужняя.

Вторым браком около 1590 года Джордж Вильерс женился на своей дальней родственнице Мэри Бомонт (ок. 1570—1632), дочери Энтони Бомонта из Гленфилда, Лестершир, от которой у него было трое сыновей и дочь:
- Джон Вильерс, 1-й виконт Пурбек (ок. 1591 — 18 февраля 1658), который женился на Фрэнсис, дочери сэра Эдварда Кока от его второй жены, Элизабет Хаттон, урождённой Сесил, дочери Томаса Сесила, 1-го графа Эксетера. После его смерти титул виконта прервался.
- Джордж Вильерс, 1-й герцог Бекингем (28 августа 1592 — 23 августа 1628), женившийся на Кэтрин Мэннерс (дочери 6-го графа Ратленда). Титул вымер в 1687 году.
- Кристофер Вильерс, 1-й граф Англси (ок. 1593 — 3 апреля 1630). Графство и баронство вымерли после смерти его сына Чарльза Вильерса, 2-го графа Англси, в 1661 году.
- Сьюзен Вильерс (? — 1652), вышла замуж за Уильяма Филдинга, 1-го графа Денби, свекровь Джеймса Гамильтона, 1-го герцога Гамильтона.

## Общий предок шестнадцати британских премьер-министров
По словам Томсона, сэр Джордж Вильерс является предком шестнадцати британских премьер-министров.
1. Огастес Фицрой, 3-й герцог Графтон
2. Уильям Кавендиш-Бентинк, 3-й герцог Портленд
3. Уильям Питт, 1-й граф Чатам
4. Уильям Питт Младший
5. Уильям Кавендиш, 4-й герцог Девоншир
6. Уильям Лэм, 2-й виконт Мельбурн (при условии, что его отцом был лорд Эгремонт)
7. Уильям Гренвиль, 1-й барон Гренвиль
8. Джордж Гамильтон-Гордон, 4-й граф Абердин
9. Эдуард Смит-Стэнли, 14-й граф Дерби
10. Джон Расселл, 1-й граф Расселл
11. Роберт Гаскойн-Сесил, 3-й маркиз Солсбери
12. Артур Бальфур
13. сэр Уинстон Черчилль
14. сэр Энтони Иден
15. сэр Алек Дуглас-Хьюм
16. Дэвид Кэмерон